# Studena (reservoar)
Studena (bulgariska: Студена) är en reservoar i Bulgarien.   Den ligger i regionen Pernik, i den västra delen av landet, 23 km sydväst om huvudstaden Sofia. Studena ligger 831 meter över havet. Arean är 0,80 kvadratkilometer. Den sträcker sig 2,6 kilometer i nord-sydlig riktning, och 1,2 kilometer i öst-västlig riktning.
I omgivningarna runt Studena växer i huvudsak lövfällande lövskog. Runt Studena är det ganska glesbefolkat, med 38 invånare per kvadratkilometer.